# Iain Milne
Pour les articles homonymes, voir Milne.
Pas d'image ? Cliquez ici

a Compétitions nationales et continentales officielles uniquement.

b Matchs officiels uniquement.
Iain Milne, est né le 17 juin 1956 à Édimbourg. C’est un joueur de rugby à XV qui a joué avec l'équipe d'Écosse, évoluant au poste de pilier. 

## Carrière
Iain Milne est le frère de David Milne (en) et Kenny Milne, également internationaux écossais de rugby à XV.
Il dispute son premier test match le 3 mars 1979 contre l'équipe d'Irlande. Il dispute son dernier test match le 23 juin 1990 contre l'équipe de Nouvelle-Zélande.
Le 7 octobre 1987, il joue avec les Barbarians français contre le Penarth RFC à Penarth au pays de Galles. Les Baa-Baas l'emportent 48 à 13.
Il a disputé trois matchs de la Coupe du monde 1987.

## Palmarès
- 44 sélections (+ 1 avec le XV d'Écosse)
- Sélections par années : 3 en 1979, 2 en 1980, 4 en 1981, 6 en 1982, 5 en 1983, 5 en 1984, 3 en 1985, 5 en 1986, 7 en 1987, 1 en 1988, 1 en 1989, 2 en 1990
- Tournois des Cinq Nations disputés: 1979, 1980, 1982, 1983, 1984, 1985, 1986, 1987, 1989
- Grand Chelem en 1984.